# Alicia Rozas
Alicia Rozas Cascón (Madrid, 19 de junio de 1986), es una exactriz española. Se dio a conocer siendo una niña al ser elegida por Antonio Mercero para interpretar el papel fijo de Fanny a finales de la segunda temporada de la serie Farmacia de guardia. A continuación vendrían La casa de los líos y El pantano.
Aunque su corta carrera ha estado estrechamente ligada a la televisión, también ha realizado un trabajo en el cine en la película El abuelo, a las órdenes de José Luis Garci.
En julio de 2008 aparece en un reportaje de la revista El Semanal TV, en el que cuenta que está terminando sus estudios universitarios de Logopedia. aunque nunca ha ejercido como tal. Un año más tarde forma parte del elenco de la serie juvenil de Telecinco, Un golpe de suerte, que fue cancelada tras pocas emisiones por sus escasos datos de audiencia.
Ha abandonado su carrera como actriz, habiendo estudiado Logopedia en la Universidad Complutense de Madrid.

## Filmografía

### Cine
| Año  | Título                         | Personaje | Dirección               |
| ---- | ------------------------------ | --------- | ----------------------- |
| 1993 | Intruso                        | Ángela    | Vicente Aranda          |
| 1997 | La herida luminosa             | Niña      | José Luis Garci         |
| 1998 | El abuelo                      | Nelly     | José Luis Garci         |
| 2004 | Héroe de verdad (cortometraje) | Lucía     | María Rodríguez-Rabadán |

### Televisión

#### Como actriz
| Año       | Serie                 | Canal     | Personaje  | Notas         |
| --------- | --------------------- | --------- | ---------- | ------------- |
| 1994      | El día que me quieras | La 2      | Hija       | 1 episodio    |
| 1994-1995 | Farmacia de guardia   | Antena 3  | Fanny      | 53 episodios  |
| 1996-2000 | La casa de los líos   | Antena 3  | Piluquina  | 119 episodios |
| 2003      | El pantano            | Antena 3  | Elisa      | 9 episodios   |
| 2005      | El comisario          | Telecinco | María José | 1 episodio    |
| 2005      | Hospital Central      | Telecinco | Thalía     | 1 episodio    |
| 2007      | MIR                   | Telecinco | Alicia     | 1 episodio    |
| 2007      | RIS Científica        | Telecinco | Vanessa    | 1 episodio    |
| 2009      | La chica de ayer      | Antena 3  | Tina       | 1 episodio    |
| 2009      | Un golpe de suerte    | Telecinco | Yure       | 58 episodios  |
| 2010      | La última guardia     | Antena 3  | Fanny      | Telefilme     |
| 2012      | Mi gitana             | Telecinco | Eloísa     | 3 episodios   |

#### Como presentadora
- Ciber Kids (Discovery Channel, 1999-2001)
- Pokemania (Telecinco, 2000)

### Teatro
- Cómo aprendí a conducir (2002)
- Las mujeres sabias (2005)